# Division I 1987-1988
La Division I 1987-1988 è stata la 85ª edizione della massima serie del campionato belga di calcio disputata tra il settembre 1987 e il maggio 1988 e conclusa con la vittoria del Club Bruges, al suo settimo titolo.
Capocannoniere del torneo fu Francis Severeyns (Anversa), con 24 reti.

## Formula
Come nella stagione precedente le squadre partecipanti furono 18 e disputarono un turno di andata e ritorno per un totale di 34 partite.
Le ultime 2 classificate retrocedettero in Division 2.
Le società ammesse alle coppe europee furono cinque: la squadra campione si qualificò alla Coppa dei Campioni 1988-1989, altre due alla Coppa UEFA 1988-1989 e la vincitrice della coppa nazionale alla Coppa delle Coppe 1988-1989 con il KV Mechelen detentore della coppa.

## Classifica finale
|    | Classifica              | G  | V  | N  | P  | GF | GS | Dif | Pt |
| -- | ----------------------- | -- | -- | -- | -- | -- | -- | --- | -- |
| 1  | Club Bruges             | 34 | 23 | 5  | 6  | 74 | 34 | 40  | 51 |
| 2  | KV Mechelen             | 34 | 21 | 7  | 6  | 50 | 24 | 26  | 49 |
| 3  | Anversa                 | 34 | 20 | 9  | 5  | 75 | 40 | 35  | 49 |
| 4  | Anderlecht              | 34 | 18 | 9  | 7  | 64 | 27 | 37  | 45 |
| 5  | RFC Liégeois            | 34 | 14 | 16 | 4  | 52 | 28 | 24  | 44 |
| 6  | KSV Waregem             | 34 | 16 | 7  | 11 | 50 | 43 | 7   | 39 |
| 7  | KSV Cercle Brugge       | 34 | 12 | 9  | 13 | 48 | 45 | 3   | 33 |
| 8  | R. Charleroi SC         | 34 | 11 | 10 | 13 | 39 | 48 | -9  | 32 |
| 9  | KV Kortrijk             | 34 | 11 | 9  | 14 | 40 | 54 | -14 | 31 |
| 10 | Standard Liegi          | 34 | 11 | 8  | 15 | 46 | 51 | -5  | 30 |
| 11 | K. Sint-Truidense VV    | 34 | 10 | 9  | 15 | 30 | 39 | -9  | 29 |
| 12 | RWD Molenbeek           | 34 | 8  | 12 | 14 | 33 | 48 | -15 | 28 |
| 13 | K. Beerschot VAV        | 34 | 10 | 7  | 17 | 39 | 49 | -10 | 27 |
| 14 | KSK Beveren             | 34 | 8  | 11 | 15 | 36 | 38 | -2  | 27 |
| 15 | KFC Winterslag          | 34 | 10 | 6  | 18 | 32 | 74 | -42 | 26 |
| 16 | KSC Lokeren             | 34 | 9  | 8  | 17 | 42 | 47 | -5  | 26 |
| 17 | Gent                    | 34 | 8  | 9  | 17 | 34 | 60 | -26 | 25 |
| 18 | Racing Jet de Bruxelles | 34 | 7  | 7  | 20 | 21 | 56 | -35 | 21 |

### Verdetti
- Club Brugge KV campione del Belgio 1987-88.
- AA Gent e Racing Jet de Bruxelles retrocesse in Division II.